# Таиланд во Второй мировой войне

Премьер-министр луанг (виконт) Плек Пибунсонграм

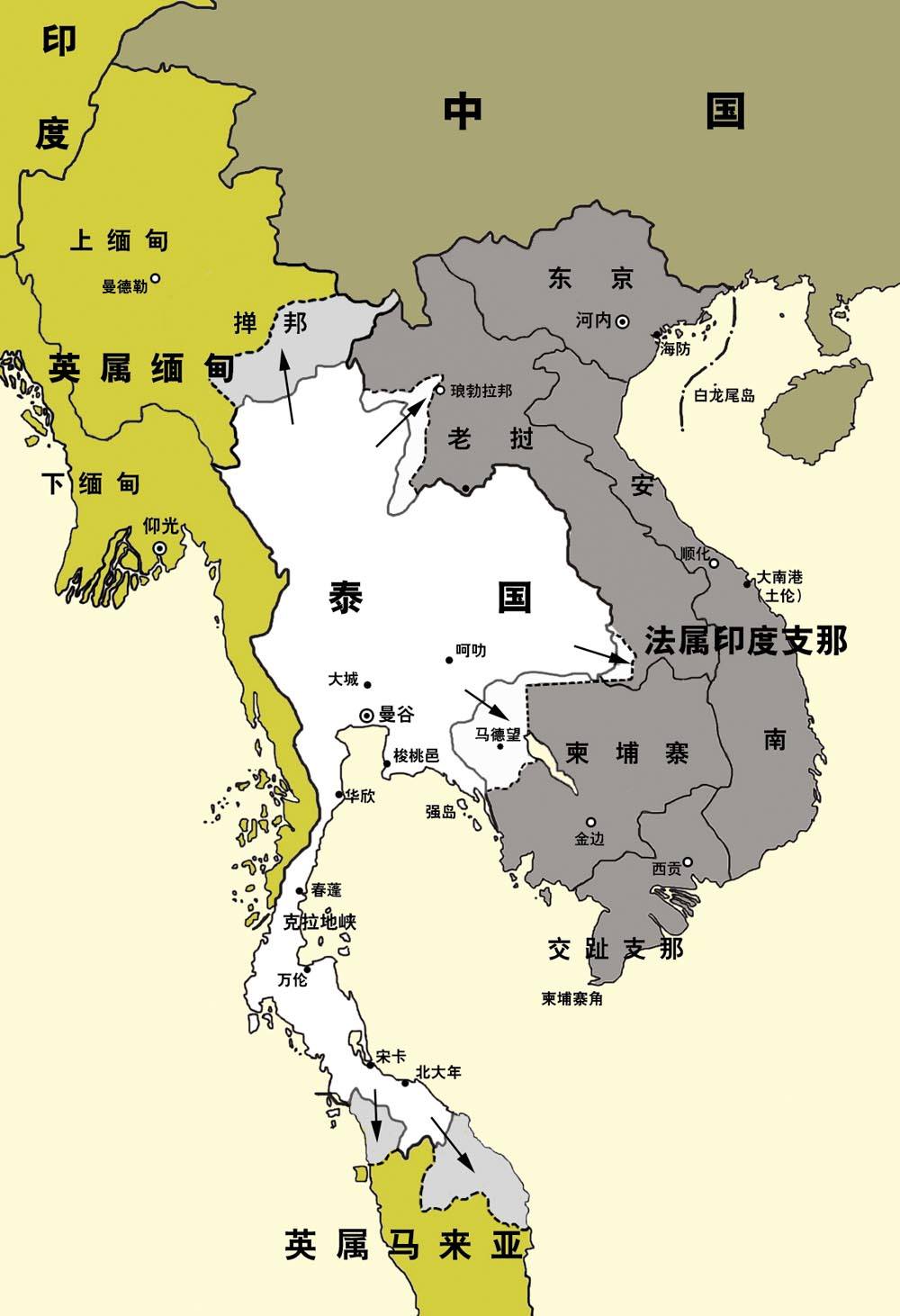
Территориальная экспансия Таиланда во Второй мировой войне

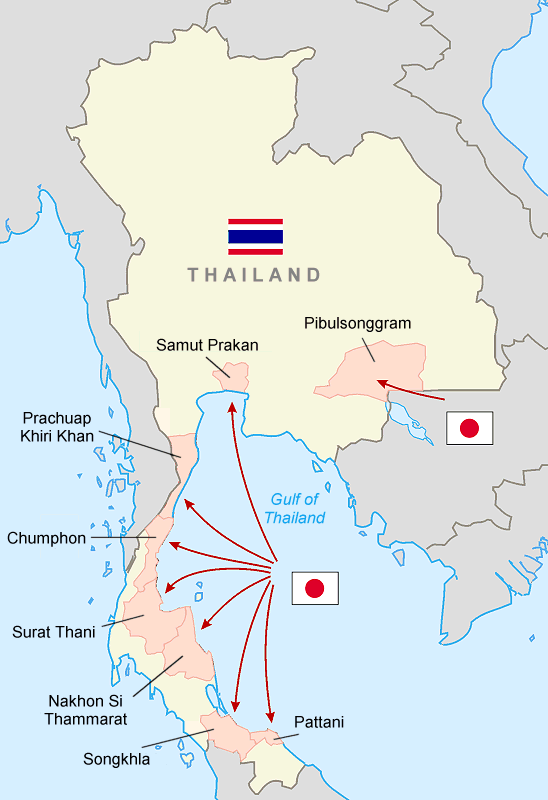
План японского вторжения в Таиланд 8 декабря 1941 года

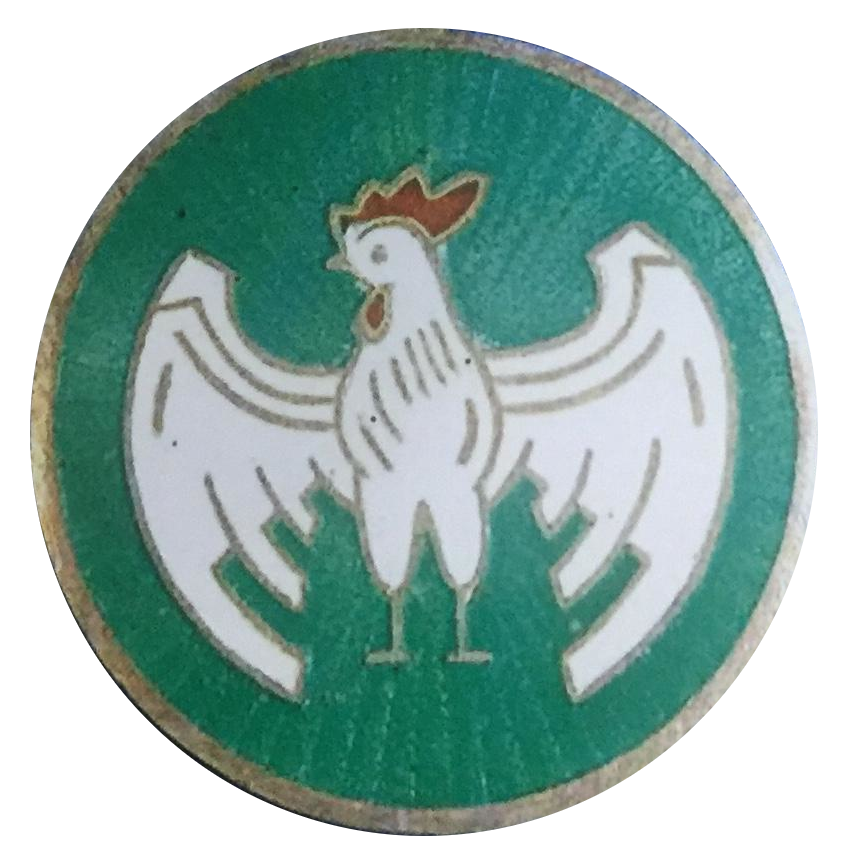
Один из вариантов эмблемы премьер-министра Таиланда — Плека Пибунсонгкрама, которая использовалась в 1942—1944 годах. Пибунсонгкрам родился в год петуха в среду, поэтому в качестве символов были выбраны петух и зелёный цвет, поскольку в тайской традиции именно эта цветовая палитра ассоциируется со средой.

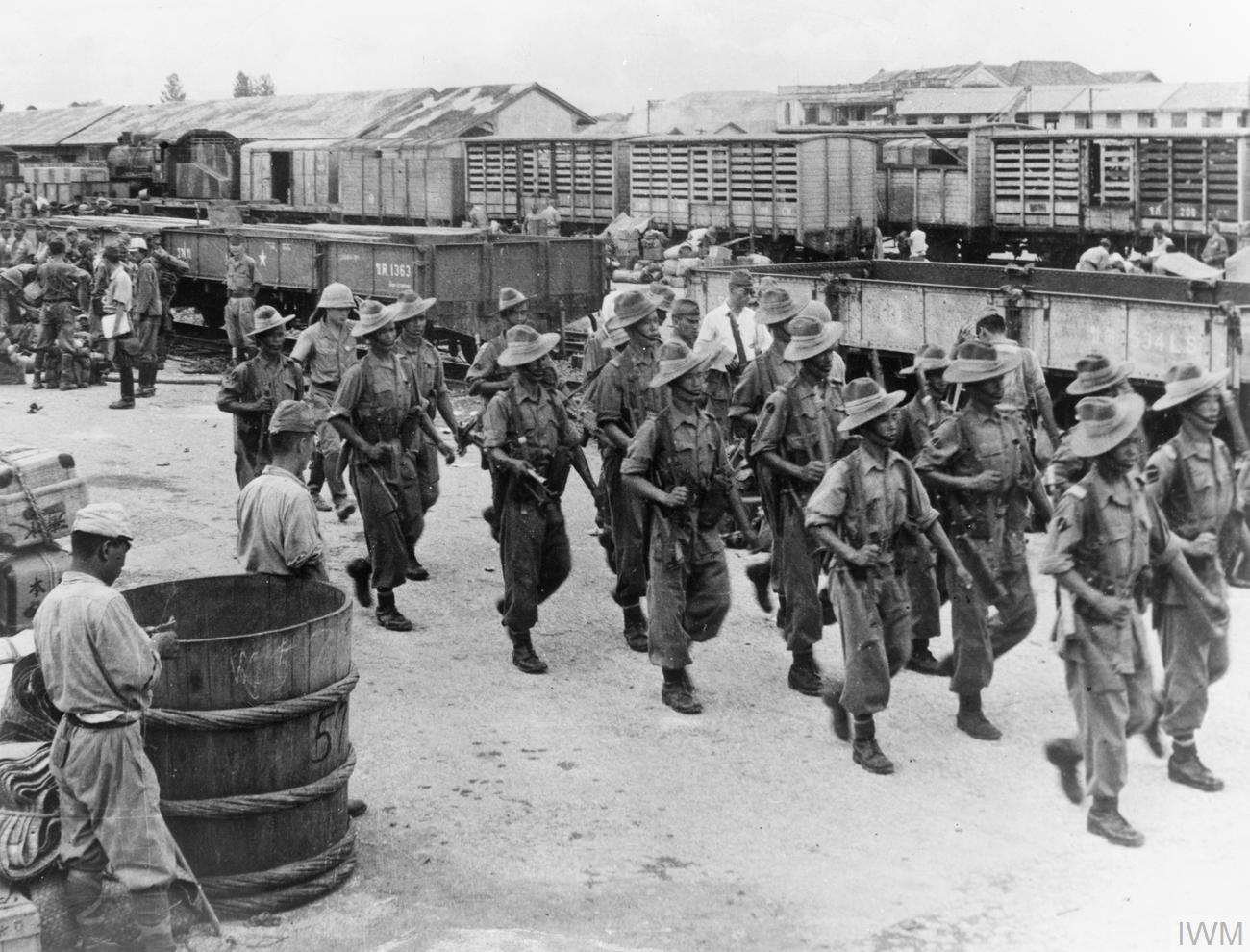
Сдавшиеся японские солдаты покидают Бангкок в вагонах под конвоем британских гуркхов, август 1945 года

Королевство Таиланд вступило во Вторую мировую войну на стороне стран Оси в начале 1942 года (на стороне Японии), но еще 21 декабря 1941 года был заключён военный союз с Японией. С 1944 года Таиланд начал устанавливать контакты с антигитлеровской коалицией для возможного выхода из войны.

## Предыстория
Таиланд (в непосредственно то время страна называлась Сиам), одно из древнейших и немногих в тот период независимых государств Юго-Восточной Азии, оставалось таковым даже в эпоху Европейского колониализма в этом регионе. Во время Первой мировой войны Сиам присоединился в 1917 году к Антанте и объявил войну Германской Империи. В 1920-е годы страна пережила несколько экономических кризисов, особенно трудный в годы Великой депрессии. В 1933 году группа высокопоставленных офицеров совершила государственный переворот резко ограничив власть короля. С этого времени в стране фактически установилась власть военных. Одновременно с этим стала пересматриваться внутренняя и внешняя политика. В стране стала активно проводиться идеология тайского национализма, в 1939 году страну переименовали из Сиама в Таиланд. Началось интенсивное перевооружение армии, к концу 1930-х годов тайская армия становится одной из наиболее боеспособных в своём регионе. Во внешней политике начинаются пересмотры вопросов по ближайшим территориям Индокитая принадлежавшего Франции. Одновременно с приходом к власти нового премьер-министра генерала Пибунсонграма в 1938 году начинается постепенное сближение страны с Японской империей.
В ноябре 1940 года, с началом Франко-тайской войны, таиландские войска вторглись во Французский Индокитай, в результате чего, при поддержке японской дипломатии, Таиланд добился присоединения к себе ряда приграничных территорий (территорий Лаоса и двух провинций Камбоджи). Поражение в этом конфликте режима Виши (Франция) способствовало в 1941 году возобладанию в Таиланде националистических сил во главе с маршалом Пибунсонграмом (тайск. จอมพล แปลก พิบูลสงคราม). Пибунсонграм содействовал вступлению Таиланда во Вторую мировую войну на стороне Японии.

## Вторая мировая война
8 декабря 1941 года японские вооруженные силы вошли на территории Таиланда, используя её как плацдарм для вторжения в Малайзию и Бирму. Основной целью Японии были порты, железные дороги и аэродромы, расположенные на территории Таиланда. При этом произошёл ряд перестрелок с таиландскими пограничниками и военными, пока руководство страны не подписало соглашения о союзе с Японией. Прекращению огня также способствовало желание Японии избежать больших потерь. Для Японии было очень важно, чтобы войска, высадившиеся в Южном Таиланде, не встретили значительного сопротивления, так как в дальнейшем их планировалось использовать для захвата Малайи, а захват основной части страны на севере для японского командования тогда не имел большого значения.
Перед началом вторжения японское правительство провело секретные военные переговоры с правительством Таиланда, и в октябре 1940 года тайский диктатор Плек Пибунсонграм дал устное секретное обещание поддержать Японию в случае её вторжения в Малайзию.
В 1941 году правительство Таиланда вело переговоры также с правительствами Великобритании и Соединенных Штатов, пытаясь получить гарантии поддержки, в случае вторжения Японии. Премьер-министр Великобритании Уинстон Черчилль в письме Плеку Пибунсонграму писал:
Если Вы подвергнетесь нападению, защищайтесь. Сохранение подлинной независимости и суверенитета Таиланда — в британских интересах, мы расценим нападение на Вас как нападение непосредственно на нас.
25 января 1942 года Таиланд объявил войну США и Великобритании. Однако тайский посол в США, Сени Прамот, отказался передать послание с объявлением войны в Государственный департамент. Это обстоятельство в будущем дало возможность американским властям утверждать, что состояния войны между двумя странами не было и способствовало быстрому восстановлению дружественных отношений Таиланда и США.
В дальнейшем участие Таиланда во Второй мировой войне свелось к военным действиям тайских сил вместе с японскими войсками против войск антигитлеровской коалиции, поставкам продовольствия Японии и строительству дорог для снабжения сражающихся в Бирме японских подразделений. После захвата Японией Британской Малайи Таиланд присоединил к себе штаты Тренгану, Келантан, Кедах и Перлис. Из территории Британской Бирмы Таиланд получил часть земель Шан.
C ростом в стране антияпонских настроений в 1944 году, премьер-министр Пибунсонграм ушёл в отставку. Новое руководство страны начало попытки установить контакты с антигитлеровской коалицией.
Японские войска в Таиланде сдались 15 августа 1945 года в рамках общей капитуляции Японии, объявленной императорским правительством в Токио. На территорию страны быстро прибыли британские войска, основной целью которых было освобождение выживших военнопленных. Британцы были удивлены, что к тому моменту разоружение японских солдат уже было почти завершено тайскими войсками.
Британцы рассматривали Таиланд, как государство, несшее ответственность за нанесённый урон антигитлеровской коалиции в войне. Однако американцы поддержали новое правительство страны, в результате чего Таиланд понёс относительно небольшое наказание за действия военного режима Пибунсонграма.